# Psaume 146 (Bruckner)
Pour les articles homonymes, voir Psaume 146.

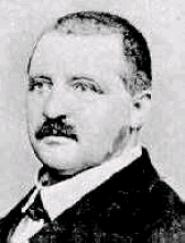
Bruckner, 1868

Le Psaume 146 en la majeur (WAB 37) d'Anton Bruckner est une mise en musique des versets 1 à 11 du Psaume 147 (Psaume 146 dans la Vulgate).

## Historique
On ne sait pas à quelle occasion Bruckner a été invité à composer cette œuvre de grande envergure ou s'il y en a eu des exécutions durant la vie de Bruckner. La composition a probablement débuté durant la période de Saint-Florian (vers 1850) et été terminée vers 1856 (au plus tard en 1858) à Linz, quand Bruckner étudiait auprès de Simon Sechter,.
When it was written, for whom, and why it was allowed to languish unperformed are all unanswered questions. Its cantata-like structure ... and stylistic affinity with the Missa solemnis place it in the late St. Florian years, though its enormous dimensions ... are difficult to reconcile with the resources of the monastery.
Traduction : Quand il a été composé, pour qui, et pourquoi il a été laissé pour compte injoué sont toutes des questions sans réponse. Sa structure en forme de cantate ... et ses affinités stylistiques avec la Missa solemnis le situent à la fin de la période de Saint Florian, bien que ses dimensions énormes ... sont difficiles à concilier avec les ressources du monastère.
Une esquisse de l'œuvre est stockée dans l'archive de Wels. Un manuscrit incomplet et un exemplaire dûment rempli avec annotations sont archivés à l'Österreichische Nationalbibliothek. Une édition critique a été publiée par Paul Hawkshaw en 1996 dans le Volume XX/4 de la Bruckner Gesamtausgabe,.
La première exécution connue du Psaume 146 de Bruckner a eu lieu par Wolfgang Riedelbauch avec le Hans Sachs-Chor, la Lehrergesangverein de Nuremberg et les Nürnberger Symphoniker dans le Meistersingerhalle de Nuremberg, le 28 novembre 1971. Six mois plus tard, une autre exécution par le même ensemble a été enregistrée au Studio Colosseum et a été gravée sur LP. D'autres exécutions ont eu lieu en mai 1975.
Une deuxième vague d'exécutions a eu lieu environ vingt ans plus tard par Heinz Wallberg avec le Niederösterreichiches Tonkünstler Orchester et le chœur de la Wirtschaftsuniversität Wien (Université d'Économie et de Commerce de Vienne) et le chœur de chambre de la Musikhochschule Wien (Haute École de Musique de Vienne), d'abord à Vienne les 8, 10 and 11 novembre 1991 et le 13 novembre 1991 à Baden près de Vienne,.
Environ trois ans plus tard, la première américaine a eu lieu le 13 janvier 1995 à l'Alice Tully Hall par Leon Botstein avec l'American Symphony Orchestra et les Canticum Novum Singers. Cette première Américaine a utilisé le partition éditée par Hawkshaw pour la Bruckner Gesamtausgabe.

Vingt ans plus tard, lors du 25e  Festival de Musique d'été d'Ebrach, une nouvelle exécution par Gerd Schaller avec la Philharmonie Festiva et le Chœur Philharmonique de Munich a eu lieu le 6 septembre 2015. L'exécution en concert de Schaller est gravée sur CD par Profil Hänssler.
Durant les St. Florianer Brucknertage 2023, le Psaume 146 a été interprété les 18 et 19 août par Rémy Ballot avec l'Altomonte Orchester et la St. Florianer Chorakademie,.

Pour fêter le bicentenaire de Bruckner (2024), le Psaume 146 a été interprété le 7 juin 2024 par Franz Anton Krager dirigeant les Texas Music Festival Orchestra & Chorus au Moores Opera House, Houston, TX.
Le Psaume 146 a été également exécuté par Christian Ciucă avec le Summerchoir 2024 et accompagnement à l'orgue le 19 juillet 2024 à la Biserica Neagră de Brașov et le 20 juillet 2024 à l'Ateneul Român de Bucharest en Roumanie.
Les exécutions de Wallberg, Botstein et Ciucă sont conservées dans la Bruckner Archive.

## Texte
Lob Gottes wegen seiner Wohlthaten (Louange à Dieu pour son bienfaits)
| Alleluja! Lobet den Herrn; denn lobsingen ist gut: liebliches und zierliches Lob sey unserm Gott! Der Herr bauet Jerusalem, versammelt die Zerstreuten von Israel. Er heilet, die geschlagenen Herzens sind, und verbindet ihre Wunden. Er zählet die Menge der Sterne, und benennet sie Alle mit Namen. Groß ist unser Herr, und groß seine Macht, und seiner Weisheit ist kein Maaß. Der Herr nimmt auf die Sanften, und demüthigt die Sünder bis zur Erde. Singet dem Herrn mit Danksagung: lobsinget unserm Gott mit der Harfe. Er decket den Himmel mit Wolken, und bereitet Regen der Erde. Er läßt Gras wachsen auf den Bergen, und Kräuter zum Dienste der Menschen. Er gibt dem Vieh seine Speise, und den jungen Raben, die zu ihm rufen. Er hat nicht Lust an der Stärke des Rosses, noch Wohlgefallen an den Beinen des Mannes. Der Herr hat Wohlgefallen an denen, die ihn fürchten, und an denen, die auf seine Barmherzigkeit hoffen. | Louez l’Éternel ! Car il est beau de célébrer notre Dieu, car il est doux, il est bienséant de le louer. L’Éternel rebâtit Jérusalem, il rassemble les exilés d’Israël ; il guérit ceux qui ont le cœur brisé, et il panse leurs blessures. Il compte le nombre des étoiles, il leur donne à toutes des noms. Notre Seigneur est grand, puissant par sa force, son intelligence n’a point de limite. L’Éternel soutient les malheureux, il abaisse les méchants jusqu’à terre. Chantez à l’Éternel avec actions de grâces, célébrez notre Dieu avec la harpe ! Il couvre les cieux de nuages, il prépare la pluie pour la terre ; il fait germer l’herbe sur les montagnes [et les plantes au service des hommes]. Il donne la nourriture au bétail, aux petits du corbeau quand ils crient, ce n’est pas dans la vigueur du cheval qu’il se complaît, ce n’est pas dans les jambes de l’homme qu’il met son plaisir ; l’Éternel aime ceux qui le craignent, ceux qui espèrent en sa bonté. |

## Musique
Le Psaume 146 est la plus grande mise en musique de psaume de Bruckner. L'œuvre de 652 mesures en la majeur est conçue pour double chœur mixte à huit voix, solistes et orchestre (1 flûte, 2 hautbois, 2 clarinettes, 2 bassons, 4 cors, 2 trompettes, 4 trombones, timbales et cordes). La composition (durée totale d'environ 30 minutes) est  en six parties :
1. Introduction : "Alleluja! Lobet den Herrn". Langsam, la majeur – Chœur avec soliste soprano et solo de cor
2. Récitatif : fa dièse mineur évoluant vers ré majeur
  1. "Der Herr bauet Jerusalem". Kräftig – Soliste basse et trombones
  2. "Er heilet die geschlagenen Herzens sind". Weich – Soliste soprano et cors
  3. "Er zählet die Menge der Sterne". Frisch – Soliste ténor et instruments à vent (hautbois et bassons)
3. Chœur : "Groß ist unser Herr". Schnell, ré mineur évoluant vers ré majeur – Double chœur en antiphonie
4. Arioso avec chœur : 
  1. Arioso : "Der Herr nimmt auf die Sanften". Nicht zu langsam, si bémol majeur – Solistes soprano, ténor et alto, avec solos de hautbois et de violon
  2. Chœur : "Singet dem Herrn mit Danksagung". Etwas bewegter, mi bémol majeur
  3. Arioso de transition :
    1. "Er läßt Gras wachsen auf den Bergen" – Soprano
    2. "Er gibt dem Vieh seine Speise" –  Ténor avec clarinette solo
    3. "Er hat nicht Lust an der Stärke des Rosses" –  Basse avec basson solo, évoluant vers mi mineur
5. Arioso: "Der Herr hat Wohlgefallen an denen die ihn fürchten". Nicht schnell, mi majeur – Soprano
6. Final avec fugue: "Alleluja! Lobet den Herrn", la majeur
  1. Chœur final : Etwas schnell
  2. Fugue: Nicht schnell – Chœur avec les solistes vers la fin

Comme dans la Missa solemnis il y a clairement des influences de Haydn et Schubert, en particulier dans le ariosos. Il y a dans le Final deux passages avec les cuivres suivis par un Alleluja, pour lesquels Bruckner a tiré son inspiration de l'Alléluia du Messie de Händel, sur lequel il improvisait souvent à l'orgue.

Pour la première fois Bruckner utilise un orchestre complet, avec encore quelques archaïsmes comme l'utilisation de cors (partie 4) et des trombones (partie 6) en homophonie avec le chœur. "[L'] Alleluja  final ... est la fugue la plus développée de Bruckner avant celle de la Cinquième Symphonie". La fugue longue de cinq minutes est plus mature que les fugues très formelles des œuvres précédentes de Bruckner – une conséquence de l'enseignement de Sechter. Bruckner utilise par exemple dans son développement le thème contre son renversement. 
Psalm 146 is also remarkable as the first piece in which Bruckner experimented with organic thematic integration on a large scale ... [It] also deserves to be heard more often for the lovely string pianissimo in its opening bars that foreshadows the beginning of both the D minor and F minor Masses.
Traduction : Le Psaume 146 est également remarquable parce que c'est la première fois que Bruckner utilise une intégration thématique à grande échelle ... [Il] mérite aussi d'être entendu plus souvent pour les belles mesures de son ouverture en pianissimo aux cordes, qui préfigurent le début des messes en ré mineur et en fa mineur.

## Discographie
Il y a trois enregistrements commerciaux disponibles :
- Wolfgang Riedelbauch, Anton Bruckner – Psalm 146 and Windhaager Messe, Hans Sachs-Chor, Lehrergesangverein Nürnberg (double chœur) et Nürnberger Symphoniker, LP : Coloseum SM 548, 1972. Cet enregistrement utilise une partition établie par Riedelbauch, basée sur une transcription autographe. Cet enregistrement historique du Psaume 146 a été transféré sur CD, avec celui du Requiem par Hans Michael Beuerle : Klassic Haus KHCD-2011-092, 2011[17].
- Gerd Schaller, Bruckner – Mass 3, Psalm 146, Organ works, Philharmonischer Chor München et Philharmonie Festiva, CD : Profil Hänssler PH16034, 2015[18]. La sonorité de Schaller est plus large et aussi plus détaillée ... Il n’y a qu’un seul bémol : le double chœur du troisième mouvement n’est clairement audible et ne déploie son effet que chez Riedelbauch. Chez Schaller on peut tout au plus le deviner[6].
- Franz Anton Krager, Texas Music Festival Orchestra, Texas Music Festival Chorus - Texas Music Festival Houston, 8 juin 2024 – sur le CD Symphonic Choral Masterworks of Anton Bruckner, Bruckner Society BSA-006 — avec double chœur et roulements de timbales dans le troisième mouvement.

## Sources
- Cornelis van Zwol, Anton Bruckner – Leven en Werken, Thot, Bussum (Pays-Bas), 2012.  (ISBN 90-686-8590-2)
- John Williamson, The Cambridge Companion to Bruckner, Cambridge University Press, 2004.  (ISBN 0-521-80404-3)
- Uwe Harten, Anton Bruckner. Ein Handbuch. Residenz Verlag, Salzbourg, 1996.  (ISBN 3-7017-1030-9).
- Anton Bruckner – Sämtliche Werke, Band XX/4: Psalm 146 (1856-1858), Musikwissenschaftlicher Verlag der Internationalen Bruckner-Gesellschaft, Paul Hawkshaw (Éditeur), Vienne, 1996